# Paris Football Club 2020-2021
Questa voce raccoglie le informazioni riguardanti il Paris Football Club nelle competizioni ufficiali della stagione 2020-2021.

## Maglie e sponsor
Lo sponsor tecnico per la stagione 2020-2021 è Nike.
| Casa | Trasferta |

## Rosa
| N. |                               | Ruolo | Calciatore            |
| -- | ----------------------------- | ----- | --------------------- |
| 1  | Francia (bandiera)            | P     | Vincent Demarconnay   |
| 2  | Tunisia (bandiera)            | D     | Ali Abdi              |
| 3  | Francia (bandiera)            | D     | Jaouen Hadjam         |
| 4  | Francia (bandiera)            | C     | Ousmane Camara        |
| 5  | Senegal (bandiera)            | C     | Moustapha Name        |
| 6  | Francia (bandiera)            | C     | Saïd Arab             |
| 7  | Francia (bandiera)            | A     | Gaëtan Laura          |
| 8  | Francia (bandiera)            | C     | Mario-Jason Kikonda   |
| 9  | Francia (bandiera)            | A     | Lamine Diaby-Fadiga   |
| 10 | Francia (bandiera)            | C     | Marvin Gakpa          |
| 11 | Francia (bandiera)            | C     | Florian Martin        |
| 12 | Madagascar (bandiera)         | C     | Lalaïna Nomenjanahary |
| 13 | Francia (bandiera)            | D     | Gaëtan Belaud         |
| 14 | Martinica (bandiera)          | C     | Cyril Mandouki        |
| 15 | Costa d'Avorio (bandiera)     | D     | Axel Bamba            |
| 17 | Rep. Centrafricana (bandiera) | D     | Hugo Gambor           |

| N. |                        | Ruolo | Calciatore          |
| -- | ---------------------- | ----- | ------------------- |
| 18 | Senegal (bandiera)     | D     | Youssoupha N'Diaye  |
| 19 | Guinea (bandiera)      | D     | Ousmane Kanté       |
| 20 | Algeria (bandiera)     | C     | Julien López        |
| 21 | Guinea (bandiera)      | C     | Morgan Guilavogui   |
| 22 | Francia (bandiera)     | A     | Warren Caddy        |
| 23 | Francia (bandiera)     | C     | Marvin Gakpa        |
| 24 | Stati Uniti (bandiera) | A     | Patrick Koffi       |
| 25 | Francia (bandiera)     | A     | Andy Pembélé        |
| 26 | Camerun (bandiera)     | D     | Franck Ellé         |
| 27 | Francia (bandiera)     | D     | Thibault Campanini  |
| 28 | Francia (bandiera)     | C     | Check-Oumar Diakité |
| 29 | Francia (bandiera)     | D     | Florent Hanin       |
| 30 | Francia (bandiera)     | P     | Didier Desprez      |
| 31 | Francia (bandiera)     | D     | Samir Chergui       |
| 32 | Francia (bandiera)     | C     | Charles Boli        |

## Risultati

### Ligue 2

#### Girone d'andata
| Arbitro: | Angoula |

|  |           |                            |
|  | Marcatori | 9’ Laura 73’, 90+6’ Martin |

| Arbitro: | Paradis |

|           |           |  |
| Laura 47’ | Marcatori |  |

| Arbitro: | Baert |

|                    |           |                    |
| Mendoza 71’ (rig.) | Marcatori | 40’ López 57’ Name |

| Arbitro: | Vernice |

|  |           |                       |
|  | Marcatori | 74’ Biron 90+4’ Barka |

| Arbitro: | Lepaysant |

|                |           |                             |
| Kemen 36’, 54’ | Marcatori | 58’ (rig.) Martin 88’ Kanté |

| Arbitro: | Thual |

|                         |           |  |
| Abdi 33’ López 56’, 77’ | Marcatori |  |

| Arbitro: | Kherradji |

|          |           |  |
| Arab 78’ | Marcatori |  |

| Arbitro: | Delpech |

|              |           |                                   |
| Grange 45+3’ | Marcatori | 20’ (rig.) Laura 31’ (aut.) Cissé |

| Arbitro: | Rainville |

|                                             |           |            |
| Kanté 43’ López 49’ (rig.) Caddy 70’ (rig.) | Marcatori | 13’ Bammou |

| Arbitro: | Gaillouste |

|  |           |          |
|  | Marcatori | 6’ Caddy |

| Arbitro: | Vernice |

|  |           |                              |
|  | Marcatori | 5’, 38’ Le Bihan 9’ Dugimont |

| Grenoble 28 novembre 2020, ore 15:00 CET 12ª giornata | Grenoble | 0 – 0 referto | Paris FC | Stade des Alpes\| Arbitro: \| Buquet \| |
| Arbitro:                                              | Buquet   |               |          |                                         |

| Parigi 1 dicembre 2020, ore 19:00 CET 13ª giornata | Paris FC  | 0 – 0 referto | Sochaux | Stade Sébastien Charléty\| Arbitro: \| Kherradji \| |
| Arbitro:                                           | Kherradji |               |         |                                                     |

| Arbitro: | Lepaysant |

|                              |           |          |
| Chambost 31’ Saint-Louis 43’ | Marcatori | 66’ Name |

| Arbitro: | Paradis |

|          |           |             |
| Abdi 89’ | Marcatori | 4’ Boissier |

| Arbitro: | Miguelgorry |

|                               |           |                            |
| Dossou 7’, 22’ Berthomier 52’ | Marcatori | 42’ (aut.) Ogier 77’ López |

| Arbitro: | Perreau Niel |

|                              |           |                          |
| Laura 26’ Gakpa 63’ Name 90’ | Marcatori | 66’ Phaeton 82’ Ngbakoto |

| Arbitro: | Delajod |

|               |           |  |
| Spierings 66’ | Marcatori |  |

| Arbitro: | Mokhtari |

|          |           |                  |
| Arab 90’ | Marcatori | 31’ Moussiti-Oko |

#### Girone di ritorno
| Arbitro: | Baert |

|                        |           |  |
| Cuffaut 59’ Cabral 69’ | Marcatori |  |

| Arbitro: | Varela |

|                                        |           |                    |
| Kanté 12’ Laura 16’ Boli 34’ Gakpa 48’ | Marcatori | 19’ Wagué 88’ Ciss |

| Arbitro: | Landry |

|           |           |          |
| Biron 14’ | Marcatori | 28’ Boli |

| Arbitro: | Mokhtari |

|                         |           |                               |
| Abdi 1’, 33’ Martin 48’ | Marcatori | 20’ Jacob 38’ Boutobba 55’ Bâ |

| Arbitro: | Thual |

|            |           |  |
| Thiaré 28’ | Marcatori |  |

| Arbitro: | Angoula |

|               |           |          |
| Itaitinga 55’ | Marcatori | 82’ Abdi |

| Arbitro: | Lepaysant |

|          |           |  |
| Abdi 69’ | Marcatori |  |

| Arbitro: | Kherradji |

|  |           |                     |
|  | Marcatori | 37’ Laura 86’ Bamba |

| Arbitro: | Abed |

|            |           |  |
| Abdi 90+2’ | Marcatori |  |

| Auxerre 13 marzo 2021, ore 15:00 CET 29ª giornata | Auxerre | 0 – 0 referto | Paris FC | Stade de l'Abbé-Deschamps\| Arbitro: \| Gautier \| |
| Arbitro:                                          | Gautier |               |          |                                                    |

| Arbitro: | Rainville |

|                      |           |  |
| Hanin 66’ Martin 81’ | Marcatori |  |

| Arbitro: | Delpech |

|             |           |                   |
| Bedia 90+3’ | Marcatori | 6’ Laura 70’ Abdi |

| Arbitro: | Varela |

|          |           |                 |
| López 3’ | Marcatori | 36’ Saint-Louis |

| Arbitro: | Thual |

|                                |           |                     |
| Bossier 5’ Mandouki 56’ (aut.) | Marcatori | 34’ Caddy 62’ Laura |

| Arbitro: | Gaillouste |

|  |           |          |
|  | Marcatori | 51’ Bayo |

| Guingamp 24 aprile 2021, ore 20:00 CET 35ª giornata | Guingamp | 0 – 0 referto | Paris FC | Stade Municipal de Roudourou\| Arbitro: \| Palhies \| |
| Arbitro:                                            | Palhies  |               |          |                                                       |

| Arbitro: | Lepaysant |

|                                |           |          |
| Martin 51’ Name 86’ Arab 90+4’ | Marcatori | 16’ Bayo |

| Arbitro: | Palhies |

|                  |           |           |
| Moussiti-Oko 40’ | Marcatori | 15’ Caddy |

| Arbitro: | Miguelgorry |

|                                   |           |  |
| Mandouki 57’ Abdi 89’ López 90+4’ | Marcatori |  |

#### Play-off
| Arbitro: | Depechy |

|                     |           |  |
| Anani 8’ Semedo 87’ | Marcatori |  |

### Coupe de France
| Arbitro: | Perreau Niel |

|  |           |           |
|  | Marcatori | 8’ Martin |

| Arbitro: | Eric Wattellier |

|                            |           |          |
| Wissa 72’ (rig.) Moffi 83’ | Marcatori | 13’ Name |